# Teviot Range
Teviot Range är en bergskedja i Australien. Den ligger i delstaten Queensland, omkring 57 kilometer sydväst om delstatshuvudstaden Brisbane.
I omgivningarna runt Teviot Range växer huvudsakligen savannskog. Runt Teviot Range är det mycket glesbefolkat, med 6 invånare per kvadratkilometer. Genomsnittlig årsnederbörd är 1 252 millimeter. Den regnigaste månaden är januari, med i genomsnitt 248 mm nederbörd, och den torraste är oktober, med 34 mm nederbörd.